# George Hincapie
|  | Denne artikel eller sektion om sport er forældet eller ikke opdateret. Se artiklens diskussionsside eller historik. |

George Hincapie (født 29. juni 1973 i Queens, New York City) er en amerikansk tidligere professionel cykelrytter med bopæl i Greenville, South Carolina. Han er grundlægger af cykelholdet Modern Adventure Pro Cycling.
Han blev ofte set som hjælperytter for Lance Armstrong. Hincapie har dog også vundet sine egne vigtige løb, blandt andet Gent-Wevelgem i 2001 og Kuurne-Bruxelles-Kuurne i 2005. Hincapie tog desuden to etapesejre i Dauphiné Libere og en andenplads i Paris-Roubaix i 2005. Han bliver altid set som en favorit til sejren i Paris-Roubaix og Flandern Rundt. Det var også i 2005 han tog sin første etapesejr i Tour de France. Den 17. juli sluttede han syv sekunder foran Oscar Pereiro Sio, og dermed var sejren en realitet. Hincapie sluttede 5:03 foran favoritfeltet, der blandt andet indeholdt hans egen holdkammerat Lance Armstrong. Det var den første sejr en af Armstrongs hjælperyttere havde taget nogensinde.
Hans far, der er colombianer, introducerede ham for cykling, og hans første løbstræning foregik i New York Citys Central Park. Hincapie er gift med den tidligere runway-model og Tour de France podie-pige Melanie Simonneau, og sammen har de datteren Julia Paris, født 3. november 2004.
Han har netop stoppet sin karriere, men kørte i sin sidste sæson for BMC Racing Team.
Han har sit eget sportstøjmærke, Hincapie Sports, sammen med sin bror Richard.
Hincapie er den eneste rytter, der har været med Lance Armstrong ved hver af hans syv Tour de France-deltagelser.
Hincapie blev nummer 31 i Tour de France 2006.
I de senere år har Hincapie udvist talent for korte enkeltstarter, idet han vandt prologen ved Daupiné Liberé 2005, og tog andenplads tre gange og tredjepladsen en enkelt i prologer i 2006, og andenpladsen ved den korte enkeltstart ved Tre dage ved De Panne. Han vandt også enkeltstarten ved Eneco Tour of Benelux 2006, og blev nummer fire i to længere enkeltstarter det år.

## Doping
George Hincapie blev den 10. oktober 2012 endnu en, i en lang række af ryttere (heriblandt Levi Leipheimer og Floyd Landis) fra det tidligere US Postal-cykelhold der indrømmede doping.. Dermed var han med til at stramme grebet om de tidligere Tour-konge Lance Armstrong, da det skete samme dag som USADA frigav en rapport om dennes og US Postals dopingmisbrug.